# Maria Manoella
Maria Manoella Abreu Teixeira, mais conhecida como Maria Manoella (Rio de Janeiro, 8 de junho de 1978), é uma atriz brasileira.

## Biografia
Maria Manoella é atriz com formação de teatro. Estreou no cinema com o filme Lara em 2002. No teatro, atuou em mais de 30 peças, dentre as quais A Casa de Bernarda Alba (2003) direção de Dionísio Neto, Cinema Éden, direção de Emilio de Biasi ( 2005), Ricardo III (2006), direção de Jô Soares, Cruel (2011) direção de Elias Andreato, O Natimorto (2009), direção de Mario Bortolotto e O Teste de Turing (2016), direção de Eric Lenate.
Há dez anos integra o Grupo Cemitério de Automóveis, dirigido pelo autor, diretor e dramaturgo Mario Bortolotto
Em 2006 começa a sua carreira na televisão, onde participou de 3 séries na HBO, entre elas Filhos do Carnaval e Mandrake. Na TV Globo estreia em 2006, participando da série JK. Faz sua primeira aparição em telenovelas em 2008, onde integra o elenco da novela das sete Três Irmãs. Em 2015, integrou o elenco da série Romance Policial - Espinosa para a GNT.
No cinema participou de 15 longas metragens, onde se destacam Crime Delicado de Beto Brant,  A Mulher Invisível, de Claudio Torres, Jogo das Decapitações, de Sérgio Bianchi, e Vermelho Russo, de Charly Braun.
Em 2014 ganhou o  premio de melhor atriz no Festival “Por Amor Al Arte” em La Coruña, Espanha, pelo seu desempenho no curta “Saturnica” de Cesar Netto, e em 2016 ganhou o premio de melhor atriz coadjuvante no Fest Aruanda por seu desempenho em Vermelho Russo.
Retornou à TV Globo em 2015 para viver a antipática Branca Vianna, esposa de um dos protagonistas vivido por Thiago Rodrigues, na telenovela das seis Sete Vidas de Lícia Manzo.
Em 2016 participou do filme Vermelho Russo contracenando com Martha Nowill.
Em 2018 esteve no ar na série Treze Dias Longe do Sol, de Luciano Moura e Elena Soarez, prevista para estrear em janeiro, na TV Globo. No mesmo ano, integra o elenco da novela medieval Deus Salve o Rei na TV Globo, onde interpreta a dissimulada e sedutora Mirtes, prima da grande vilã Catarina, vivida por Bruna Marquezine, e sobrinha do Rei de Artena, vivido por Marco Nanini.

## Filmografia

### Televisão
| Ano  | Título                      | Personagem       | Nota                                  |
| ---- | --------------------------- | ---------------- | ------------------------------------- |
| 2005 | Carnaval                    | —                |                                       |
| 2006 | Filhos do Carnaval          | Bárbara          | Episódio: "Gato, o Bicho das 7 Vidas" |
| 2006 | JK                          | Celeste          | [ 2 ]                                 |
| 2007 | Mandrake                    | Alma             | Episódio: "Alma"                      |
| 2008 | Três Irmãs                  | Teresa Rio Preto | [ 2 ]                                 |
| 2014 | Psi                         | Paula            | Episódio: "A Vida em Minhas Mãos"     |
| 2015 | Sete Vidas                  | Branca Viana     | [ 4 ] [ 5 ]                           |
| 2015 | Romance Policial: Espinosa  | Serena           |                                       |
| 2016 | E Aí... Comeu?              | Regina           | Episódio: "26 de agosto"              |
| 2018 | Treze Dias Longe do Sol     | Ilana Krieg      | [ 6 ]                                 |
| 2018 | Deus Salve o Rei            | Mirtes de Lurton | [ 7 ]                                 |
| 2020 | A Divisão                   | Mônica Valentim  |                                       |
| 2021 | 5x Comédia                  | Cliente mulher   | Episódio: "Sexo Online"               |
| 2022 | Além da Ilusão              | Lyra             | [ 8 ]                                 |
| 2022 | Rota 66: A Polícia que Mata | Estela           |                                       |
| 2023 | O Rei da TV                 | Flávia           | Temporada 2 - Jornalista              |
| 2023 | Negociador                  | Martha           |                                       |

### Cinema
| Ano  | Título                              | Personagem               |
| ---- | ----------------------------------- | ------------------------ |
| 2002 | Lara                                | Lara (jovem)             |
| 2005 | Crime Delicado                      | Maria Luísa              |
| 2008 | Nossa Vida não Cabe num Opala       | Magali                   |
| 2009 | Chamada a Cobrar                    | Cristina                 |
| 2009 | Quanto Dura o Amor?                 | Atriz do comercial       |
| 2009 | A Mulher Invisível                  | Vitória                  |
| 2010 | Malu de Bicicleta                   | Cris                     |
| 2011 | O Palhaço                           | Garçonete                |
| 2012 | O Gorila                            | Mãe de Afrânio (criança) |
| 2012 | Menos que Nada                      | Berenice                 |
| 2013 | Jogo das Decapitações               | Vera                     |
| 2013 | Uma Dose Violenta de Qualquer Coisa | Beatriz                  |
| 2013 | Saturnica                           | Ana (curta-metragem)     |
| 2014 | Os Amigos                           | Manuela                  |
| 2017 | Vermelho Russo                      | Manu                     |
| 2019 | A Vida Invisível                    | Zélia                    |
| 2022 | Dissonantes                         | Clara                    |
| 2024 | Ainda Estou Aqui                    | Vera Paiva (adulta)      |

## Teatro
- A Casa de Bernarda Alba[1] (2003)
- Cinema Éden[1] (2005)
- Cruel (2011) [13]

## Prêmios e Indicações
Festival Por Amor  al Arte (Espanha)
| Ano  | Categoria    | Trabalho                   | Resultado |
| ---- | ------------ | -------------------------- | --------- |
| 2014 | Melhor Atriz | Saturnica (curta-metragem) | Venceu    |

Festival Aruanda (Brasil)
| Ano  | Categoria                | Trabalho       | Resultado |
| ---- | ------------------------ | -------------- | --------- |
| 2016 | Melhor atriz coadjuvante | Vermelho Russo | Venceu    |